# Fechenbach (Main)
Der Fechenbach ist ein 41⁄2 km langer rechter und nördlicher Zufluss des Mains im Gebiet der Gemeinde Collenberg des Landkreises Miltenberg im bayerischen Spessart.

## Name
Das Bestimmungswort im Namen Fechenbach ist der alte Personenname Facho, das Grundwort  ist bach. Alternative Herleitungen führen den Namen auf das mittelhochdeutsche Wort vach zurück, was eine Umzäunung im Wasser für den Fischfang bezeichnete. Der Fechenbach gab dem Ort Fechenbach seinen Namen.

## Geographie

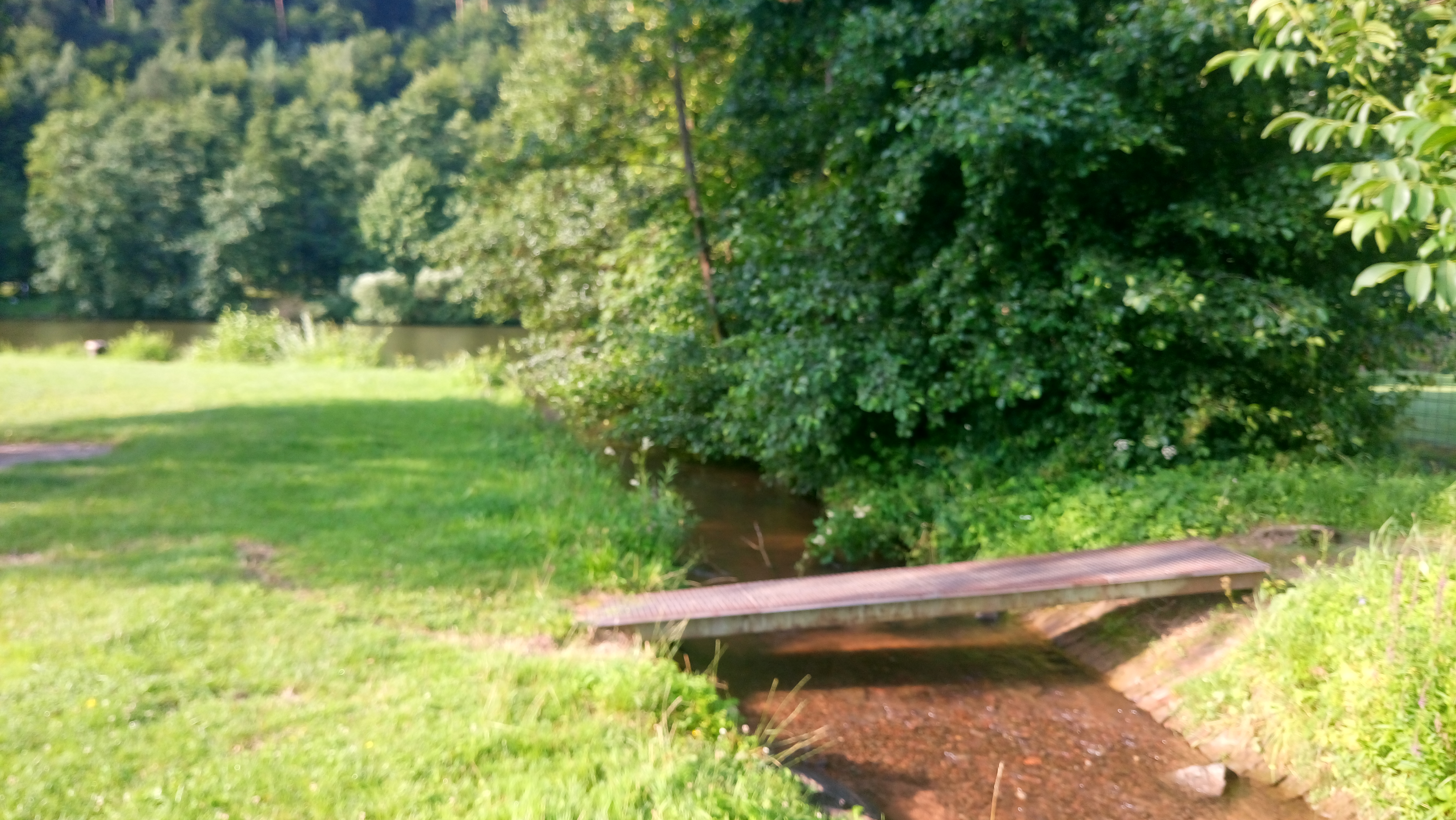
Der Fechenbach mündet in den Main (hinten)

Der Fechenbach entspringt dem Bachsprungbrunnen im Wald südlich von Wildensee. 
Er nimmt die Zuflüsse aus Brückenbrunnen und Pfingstbrunnen auf und verläuft weiter nach Süden Richtung Fechenbach. Kurz vor dem Ort verlässt er den Wald. An einem Campingplatz in Fechenbach, ganz in der Nähe des Schlosses, mündet der Bach in den Main.